# Eufriesea aridicola
Eufriesea aridicola là một loài Hymenoptera trong họ Apidae. Loài này được Moure, Neves & Viana mô tả khoa học năm 2001.